# Treize Jours
Pour plus de détails, voir Fiche technique et Distribution.
Treize Jours (Thirteen Days) est un film américain réalisé par Roger Donaldson, sorti en 2000.

## Synopsis
14 octobre 1962 : un avion espion américain découvre que l'Union Soviétique installe des missiles nucléaires à Cuba, une île située à proximité des États-Unis. Ainsi, le territoire américain peut être touché par un missile nucléaire en quelques minutes en cas de conflit avec l'Union Soviétique.
Entre les deux superpuissances, le bras de fer commence... Durant treize jours où la tension est à son comble, le président John F. Kennedy, son frère Robert et son conseiller (Kenneth O'Donnell) sont au centre de la plus incroyable et la plus dangereuse des négociations pour éviter une guerre nucléaire. Pour résoudre la crise, appelée par la suite crise des missiles de Cuba, JFK constitue un comité exécutif du Conseil de Sécurité Nationale, présidé par Robert Kennedy, baptisé EXCOM : ce comité est chargé de trouver une solution à tout prix, qui obtienne en tout état de cause le retrait des missiles soviétiques.
Le film montre que le fonctionnement des organes gouvernementaux américains fut l'inverse de ce que prévoyait la Constitution : Robert Kennedy, Procureur général, apparaît comme numéro deux du régime, Kenneth O'Donnell, simple conseiller spécial, comme numéro trois. Robert McNamara, Secrétaire à la Défense, John McCone, directeur de la CIA, viennent après. Dean Rusk, Secrétaire d'État est marginalisé et le vice-président Lyndon B. Johnson est complètement absent.

## Fiche technique
- Titre francophone : Treize Jours
- Titre original : Thirteen Days
- Réalisation : Roger Donaldson
- Scénario : David Self (en), d'après le livre The Kennedy Tapes: Inside the White House During the Cuban Missile Crisis d'Ernest R. May et Philip D. Zelikow
- Musique : Trevor Jones
- Photographie : Andrzej Bartkowiak et Roger Deakins
- Montage : Conrad Buff
- Décors : J. Dennis Washington
- Costumes : Isis Mussenden
- Production : Peter O. Almond, Armyan Bernstein (en) et Kevin Costner
- Sociétés de production : New Line Cinema, Beacon Communications et Tig Productions
- Sociétés de distribution : New Line Cinema (États-Unis) et Metropolitan Filmexport (France)
- Budget : 80 000 000 $
- Pays de production :  États-Unis
- Langue originale : anglais
- Format : Couleurs - 1,85:1 - DTS / Dolby Digital / SDDS - 35 mm
- Genre : thriller, politique
- Durée : 145 minutes
- Dates de sortie :
  - Japon : 16 décembre 2000
  - États-Unis : 19 décembre 2000 (avant-première) et 12 janvier 2001 (sortie nationale)
  - Belgique : 16 mai 2001
  - France : 10 octobre 2001

## Distribution
- Kevin Costner (VF : Bernard Lanneau ; VQ : Marc Bellier) : Kenneth O'Donnell (en), le conseiller spécial du Président
- Bruce Greenwood (VF : François Dunoyer ; VQ : Mario Desmarais) : le président John F. Kennedy
- Steven Culp (VF : Guy Chapellier ; VQ : Sébastien Dhavernas) : le procureur général Robert Francis Kennedy
- Dylan Baker (VF : Jean Barney ; VQ : Daniel Lesourd) : le secrétaire à la Défense Robert McNamara
- Stephanie Romanov (VF : Véronique Augereau) : Jacqueline Kennedy
- Bill Smitrovich (VF : Gérard Rinaldi ; VQ : Yvon Thiboutot) : le général Maxwell D. Taylor, le chef d'État-Major des armées
- Michael Fairman (VF : Henri Courseaux ; VQ : Hubert Fielden) : Adlai Stevenson, l'ambassadeur des États-Unis aux Nations unies
- Henry Strozier (VF : Richard Leblond ; VQ : Jean-Marie Moncelet) : le secrétaire d'État Dean Rusk
- Caitlin Wachs : Kathy O'Donnell
- Lucinda Jenney (VF : Catherine Hamilty) : Helen O'Donnell
- Tom Everett (VF : Hervé Jolly) : Walter Sheridan
- Oleg Vidov : Valerian Zorine, l'ambassadeur de l'Union soviétique aux Nations unies
- Olek Krupa : Andreï Gromyko, le ministre des Affaires étrangères de l'Union soviétique
- Elya Baskin : Anatoli Dobrynine, l'ambassadeur de l'Union soviétique aux États-Unis
- Frank Wood (VF : Yves Beneyton ; VQ : Daniel Picard) : McGeorge Bundy, le conseiller à la sécurité nationale
- Kevin Conway (VF : Vincent Grass ; VQ : Guy Nadon) : général Curtis LeMay, le chef d'État-Major de l'US Air Force
- Madison Mason (VF : Pierre Dourlens ; VQ : Éric Gaudry) : l'amiral Georges Anderson, Chef des Opérations navales
- Peter White (en) (VF : Michel Ruhl ; VQ : Yves Massicotte) : John McCone, le directeur de la CIA
- Kelly Connell : Pierre Salinger, le porte-parole de la Maison-Blanche
- John Aylward (VF : Patrick Messe) : Orville Dryfoos
- Charles Esten (VF : Alexis Victor) : Major Rudolf Anderson
- Jack McGee (VF : Sylvain Clément) : Richard J. Daley, maire de Chicago
- Michael Gaston : le capitaine de l'USS Pierce
- Janet Coleman (VF : Pascale Jacquemont) : Evelyn Lincoln
- Dakin Matthews (VF : Philippe Ariotti) : Arthur Lundahl
- Ed Lauter : le lieutenant Carter
- Jon Foster : Kenny O'Donnell Jr.
- Matthew Dunn : Kevin O'Donnell
- Bruce Thomas : Floyd
- Drake Cook : Mark O'Donnell
- James Karen : George Ball
- Shawn Driscoll : le pilote du U-2

 Source et légende : version française (VF) sur RS Doublage ; version québécoise (VQ) sur Doublage.qc.ca

## Autour du film
- Le tournage a eu lieu à partir d'octobre 1999 jusqu'en janvier 2000. Il se déroule à Los Angeles, Glendale, Alhambra, Newport, Washington, D.C. ainsi qu'aux Philippines[3].
- Le film reçoit un accueil généralement positif de la part des critiques qui saluent le scénario et la performance des acteurs mais il fut une déception au box-office avec seulement 66,6 millions de dollars de recettes (pour un budget de 80 millions)[réf. nécessaire].
- Une projection spéciale a été organisée pour Fidel Castro à La Havane en 2001, en présence de Kevin Costner[4].

## Distinctions

### Récompenses
- Political Film Society[Quand ?] : catégorie « paix »
- Satellite Awards[Quand ?] : meilleur montage (Conrad Buff) et meilleur acteur dans un rôle secondaire (Bruce Greenwood)

### Nominations
- Critics' Choice Awards[Quand ?] : meilleur film
- Harry Awards[Quand ?][Quoi ?]
- Hollywood Makeup Artist and Hair Stylist Guild Awards[Quand ?] : meilleures coiffures
- Las Vegas Film Critics Society Awards[Quand ?] : meilleur montage (Conrad Buff)
- Political Film Society[Quand ?] : catégorie « exposé »
- Satellite Awards[Quand ?] : meilleur scénario adapté (David Self (en))